# فوكسهول موتورز
فوكسهول هي شركة سيارات بريطانية. الشركة حاليا فرع من شركة جنرال موتورزو هي جزء من جنرال موتورز أوروبا. معظم سيارات الشركة حاليا مشتقة من سيارات شركة أوبل. كما أنها تنتج سيارات ذات أداء عال ٍ قادمة من أوبل/مركز أوبل للأداء وهولدن/هولدن للسيارات الخاصة الأسترالية ولوتس.

## التاريخ
أليكسندر ويلسون قام بإنشاء الشركة عام 1857م في فوكسهول، لندن. سميت في البداية أليكس ويلسون، ثم فوكسهول لتشغيل الحديد، وكانت تنتج المضخات والمحركات البحرية. صنعت الشركة أول سياراتها عام 1903م، وكانت تمتاز بقوة خمسة أحصنة وعصا توجيه، وغياران أماميان بدون غيار خلفى. هذا أدى إلى تصميم له الأفضلية في البيع.
للقيام بعملية توسعات، تم نقل عمليات إنتاجها الرئيسية إلى لوتون 1905م. ظل اسم الشركة دون تغيير حتى عام 1907م حيث تم تغيير الاسم إلى فوكسول للسيارات. النماذج الرياضية كانت من مميزات الشركة، لكن بعد الحرب العالمية الأولى انتهجت الشركة تصميمات تقشفية أكثر.

## معرض صور

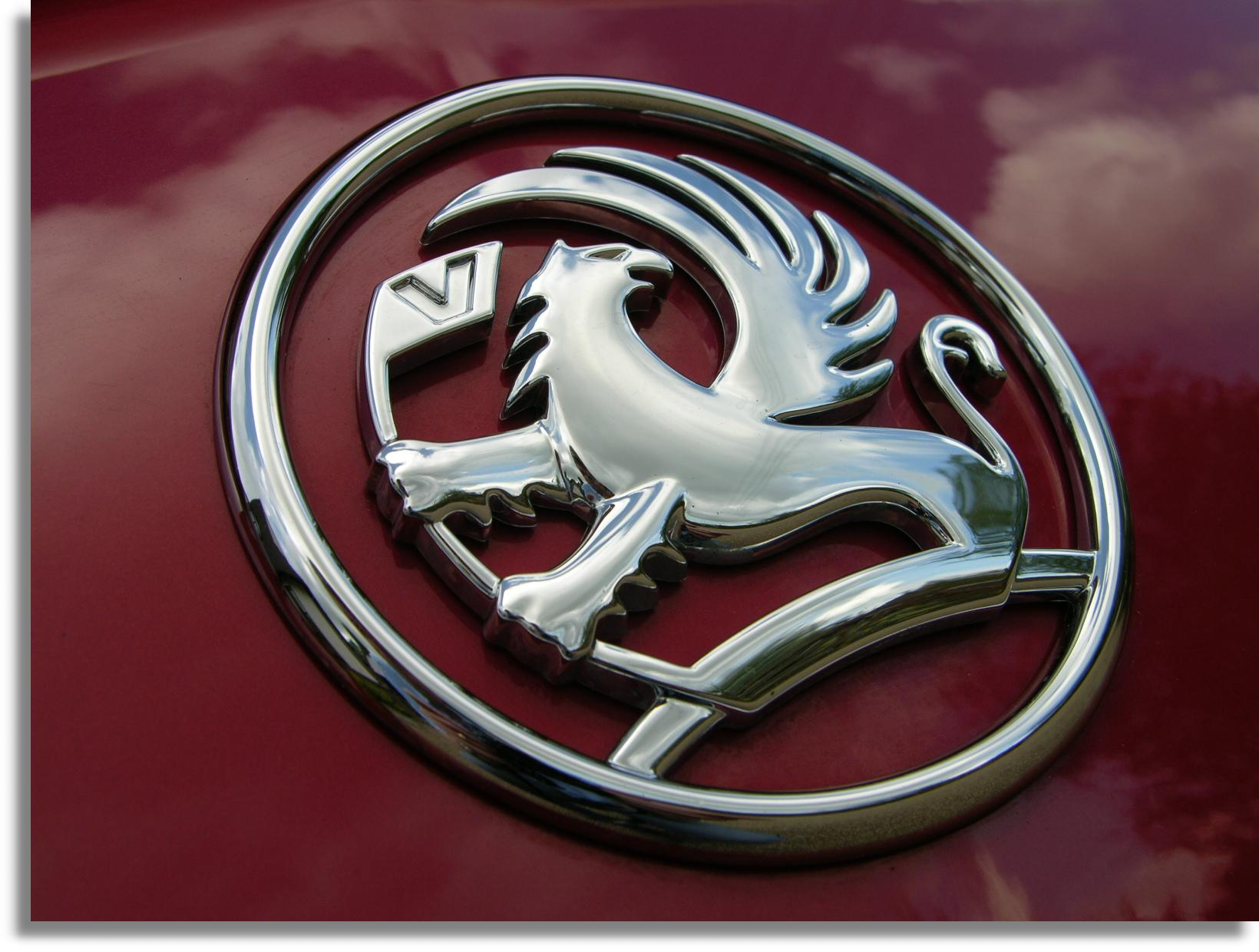
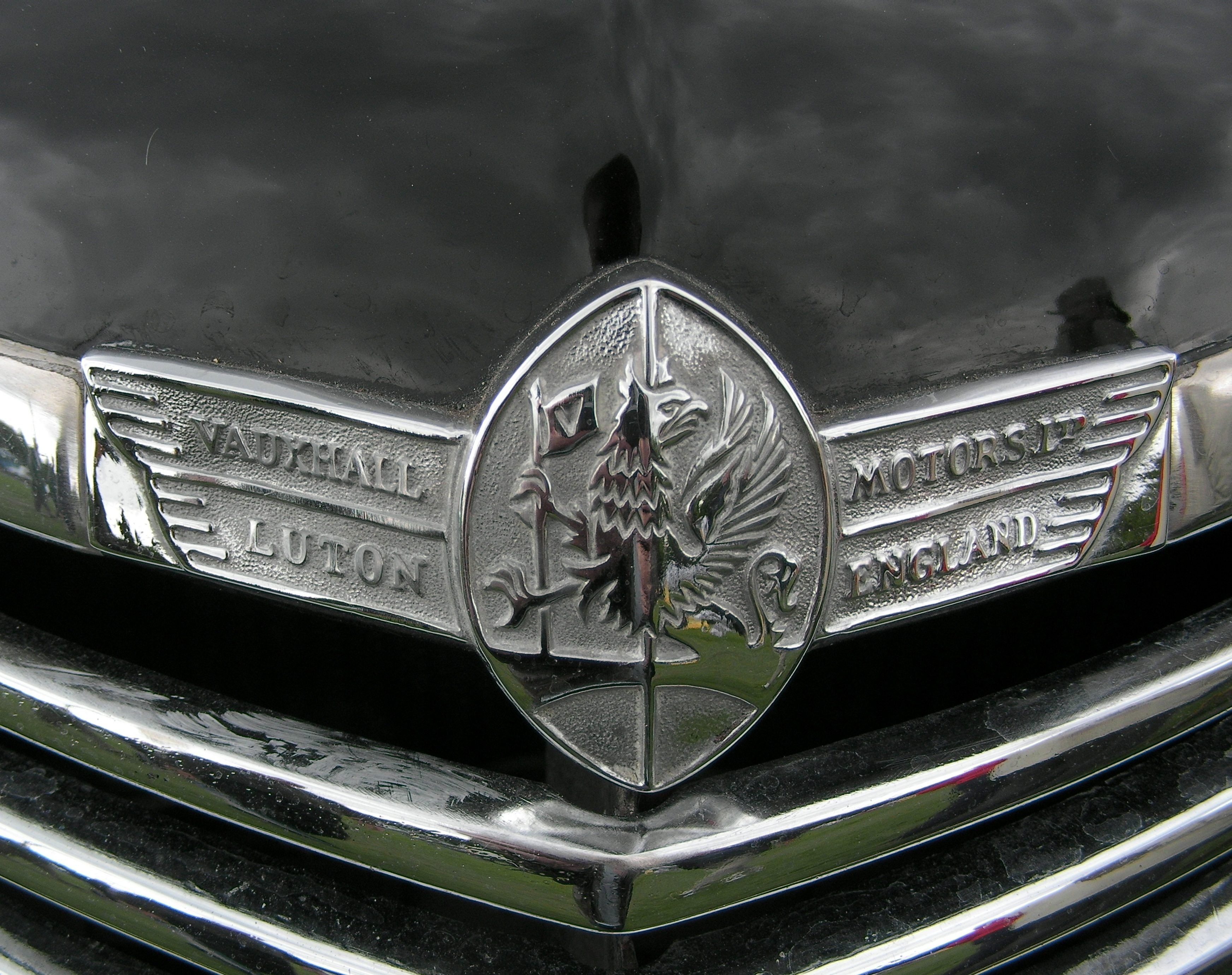
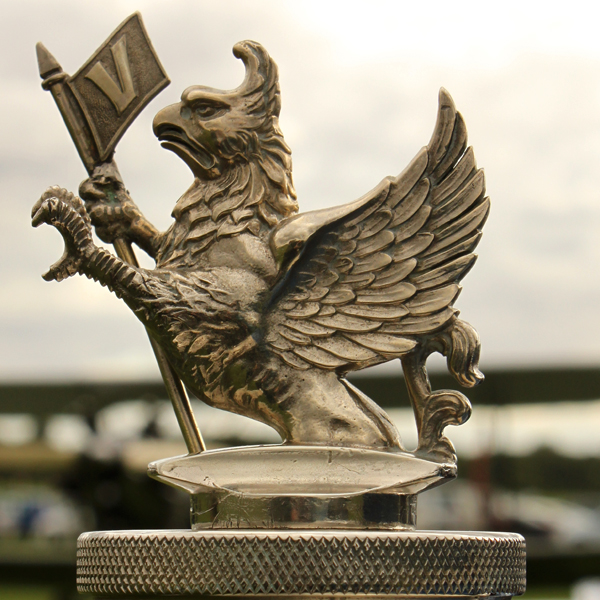